# Дмитро (тисяцький)
Дмитро (дати життя невідомі) — ближній боярин галицько-волинського князя Данила Романовича, воєвода.
1215 року разом з Данилом Галицьким брав участь в обороні Галича від військ угорського принца, претендента на галицький престол Коломана, та його союзника краківського князя Лешка Білого.
1239-го, напередодні монголо-татарської навали, князь Данило заволодів Києвом і поставив там Дмитра своїм тисяцьким. У листопаді-грудні 1240 тисяцький Дмитро очолив оборону Києва від військ хана Батия.
| Данило тим часом поїхав на нього, (Ростислава Мстиславича), і схопив його, і зоставив у нім (Києві, тисяцького) Дмитра. І оддав він Київ у руки Дмитрові, (щоб) удержати (місто) проти іноплемінних народів, безбожних татар [1]. |
Дмитро так хоробро бився з монголами, що хан Батий зберіг йому, тяжко пораненому, життя.
| ...Укріплення було взяте татарськими воями. Дмитра ж вивели до Батия, пораненого, але вони не вбили його через мужність його [1]. |
Подальша доля невідома.